# Hyposoter xanthocerus
Hyposoter xanthocerus är en stekelart som först beskrevs av Henry Lorenz Viereck 1921.  Hyposoter xanthocerus ingår i släktet Hyposoter och familjen brokparasitsteklar. Inga underarter finns listade i Catalogue of Life.